# 郡君
郡君，是中國、朝鮮古代命婦的封號。是指以郡名為封號的君。
郡君一號始於西漢，時漢武帝封外祖母為平原郡君，簡稱平原君。

## 中國
郡君之名自漢朝後仍有沿用：
- 唐朝：正一品嬪妃之母封為正四品郡君，正二品嬪妃之母為從四品郡君，四品官員之母或正室亦可封為郡君。
- 北魏：皇后生母、嫡母、繼母封為郡君。
- 宋朝：朝中任中大夫、大將軍、團練使、雜學士等以上的官員之母封為郡君。郡君也是低級妃嬪位號之一。亲王的贵妾也可封为郡君。
- 金朝：以郡侯之母或正室為郡君，後來在金章宗承安二年（1197年）改稱郡侯夫人。
- 元朝：正、從四官員之母或正室封郡君。
- 明朝：親王之女封郡主、其孫鎮國將軍之女稱郡君。
- 清朝：滿語稱多羅格格，和碩親王庶女封郡君。多羅貝勒嫡女亦封郡君。

## 朝鮮
- 王氏高麗：為外命婦的封爵之一，正四品[1][2]
- 李氏朝鮮：郡君是外命婦的封爵之一，也是宗室正室所出之女的稱號（良妾所出之女降一等，賤妾所出之女再降一等）。

## 外部連結
- 郡君